# リサ・マリー・プレスリー
リサ・マリー・プレスリー（Lisa Marie Presley、1968年2月1日 - 2023年1月12日）は、アメリカ合衆国の女性歌手、作家。歌手・俳優のエルヴィス・プレスリーと俳優のプリシラ・プレスリーの娘。マイケル・ジャクソンやニコラス・ケイジの元妻。テネシー州メンフィス出身。

## プロフィール
父親エルヴィス・プレスリーと母親プリシラ・プレスリーの一人娘としてテネシー州メンフィスで生まれる。1973年10月9日に両親が正式に離婚する。9歳で父親と死別したあと、しつけに厳しい母親は新しい恋人を作ったが、その関係に悩まされ、ハイスクール時代は、ドラッグ問題を繰り返し学校を転々とし、ついには高校を中退する。プリシラの勧めでリハビリ施設に入所し、20歳になる頃に落ち着きを取り戻す。1988年に同じリハビリ施設で知り合ったミュージシャンのダニー・キーオと結婚し、娘ライリー、息子ベンジャミン（2020年にショットガンを口にくわえて自殺）が生まれる。1994年にキーオと離婚し、マイケル・ジャクソンと結婚。1996年に離婚する。
2000年代に入り歌手としての活動を活発化させ、34歳で俳優のニコラス・ケイジと結婚するも3か月で離婚（ニコラス・ケイジがエルヴィスの大ファンであるため彼女はトロフィー・ワイフだといううわさもあった）。2006年、マイケル・ロックウッドと京都で4度目の結婚。2008年8月5日にフィンリーとハーパーという双子の姉妹を出産したが、2016年6月に離婚を申請した。
2010年、イングランドに移住したことを発表。「とても美しい文化があり、人々は礼儀正しく充実した生活を送ることができる。ギザギザな心が平になるよう」と静かな暮らしに満足した様子で、2010年8月にはケント州に800万ポンドの家を購入した。
2023年1月12日、カリフォルニア州カラバサスの自宅寝室で心臓発作を起こし、病院に搬送されるも死亡。
2023年7月、以前受けた減量手術の合併症である「小腸閉塞」が死因であったと発表。
54歳没。

## 「リサ・マリー号」

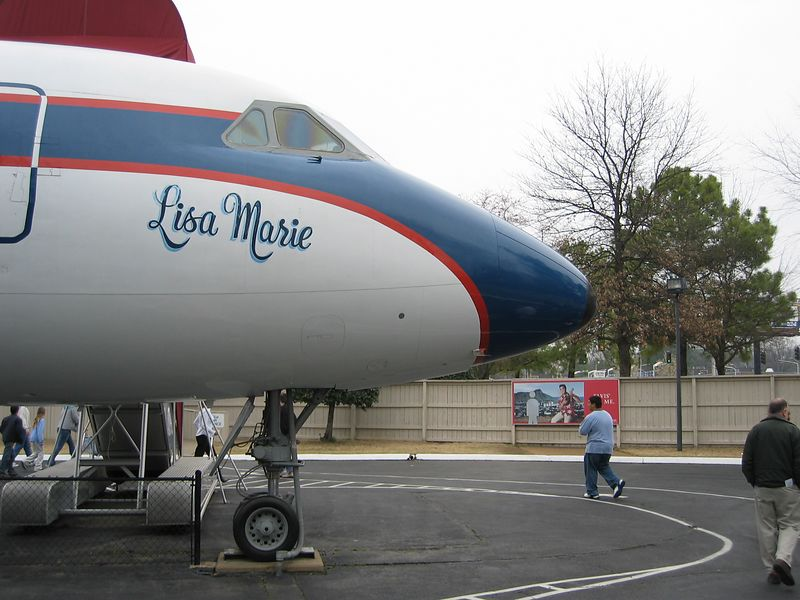
コンベア880「リサ・マリー」号

父のエルヴィス・プレスリーは、晩年に専用機として購入したコンベア880（機体記号N880EP）を「リサ・マリー号」と名づけていた。現在、その飛行機はエルヴィスの自宅であるグレイスランドに置かれている。

## ディスコグラフィー

### アルバム
- To Whom It May Concern（2003年） #5 U.S., #41 UK
- Now What（2005年） #9 U.S.
- TBA（2008年）

### シングル
- Lights Out" #16 UK, #34 U.S.（2003）
- Sinking In"（2003）
- Dirty Laundry" #36（2005）
- Idiot"（2005）
- In The Ghetto"（with Elvis Presley）[3] #116 USA（2007）